# جیک کاوسی
جیک کاوسی (انگلیسی: Jake Cawsey؛ زادهٔ ۷ مهٔ ۱۹۹۳) بازیکن فوتبال اهل بریتانیا است.